# Antonín Frič
Antonin Frič (ur. 30 lipca 1832 w Pradze, zm. 15 listopada 1913 tamże) – czeski przyrodnik, geolog i paleontolog działający na przełomie XIX i XX wieku. Był również profesorem na Uniwersytecie Karola w latach 1891–1892, następnie dyrektorem Muzeum Narodowego, gdzie zasłużył się m.in. uzyskaniem dla działu paleontologicznego słynnej kolekcji Joachima Barrande.

## Życiorys
Urodził się w szanowanej praskiej rodzinie adwokata i polityka Józefa Franciszka Friča (1804–1876). To właśnie u niego spotykała się społeczność patriotów, m.in. František Ladislav Čelakovský. W letniej siedzibie swojego wuja A. Bachofena mały Antoni szybko nauczył się używać strzelby i wypychać ptaki. Od dziesiątego roku życia regularnie chodził do Muzeum Narodowego (wtedy Muzeum Królestwa Czeskiego), w którym jego ojciec był skarbnikiem Macierzy Czeskiej. Już jako uczeń gimnazjum pomagał kustoszowi Dormitzerowi porządkować muzealne zbiory bogactw naturalnych, przesłane przez Augusta Corda z Ameryki Środkowej. Zajmował się również ornitologią. 13 stycznia 1852 roku, dzięki propozycji profesora Jana Evangelisty Purkyněgo, został mianowany nieodpłatnym asystentem działu zoologicznego muzeum. Już wtedy przeniósł się na parter starego budynku muzeum na Příkopach, gdzie w pokoju przygotowanym z byłego składziku na wózki, spędził 14 lat jako kustosz, preparator i obsługa muzeum.
Zgodnie z wolą ojca zapisał się na wydział prawa Uniwersytetu Karola w Pradze (wtedy Karlo-Ferdinandova univerzita), ale po trzech latach, w roku 1854, przeniósł się na wydział lekarski. Jedną z jego pierwszych zagranicznych podróży o charakterze naukowym/przyrodniczym były odwiedziny Banatu, skąd w roku 1853 przywiózł wiele eksponatów. W roku 1860 ukończył szkołę lekarską, a rok później stał się asystentem J. E. Purkyněgo. W latach 1861–1867 swoje zainteresowania naukowe skierował w stronę paleontologii. W roku 1863 ukończył habilitację na wydziale lekarskim w zakresie anatomii i fizjologii porównawczej. W latach 1873–1906 był redaktorem czasopisma „Vesmír”. W roku 1882 przy podziale uniwersytetu na część czeską i niemiecką zapobiegł podziałowi zbioru zoologicznego. Dzięki jego interwencji w roku 1883 Muzeum Narodowemu udało się zyskać dziedzictwo Barrandowa w postaci zbioru paleontologicznego. W roku 1890 został pełnoprawnym członkiem Czeskiej Akademii Nauk. W roku 1899 odbył podróż do Ameryki, przede wszystkim w celu zbadania stonóg. W muzeum pracował sześćdziesiąt lat i wypełnił wszystkie zadania, których się podjął.

## Życie rodzinne
2 września 1869 w Tyńcu nad Łabą ożenił się z wdową Marią Ulmovą, z domu Pernerową (1844–1919). Mieszkał razem z jej córką z pierwszego małżeństwa Ludmiłą i własną córką Marią (1871–??).

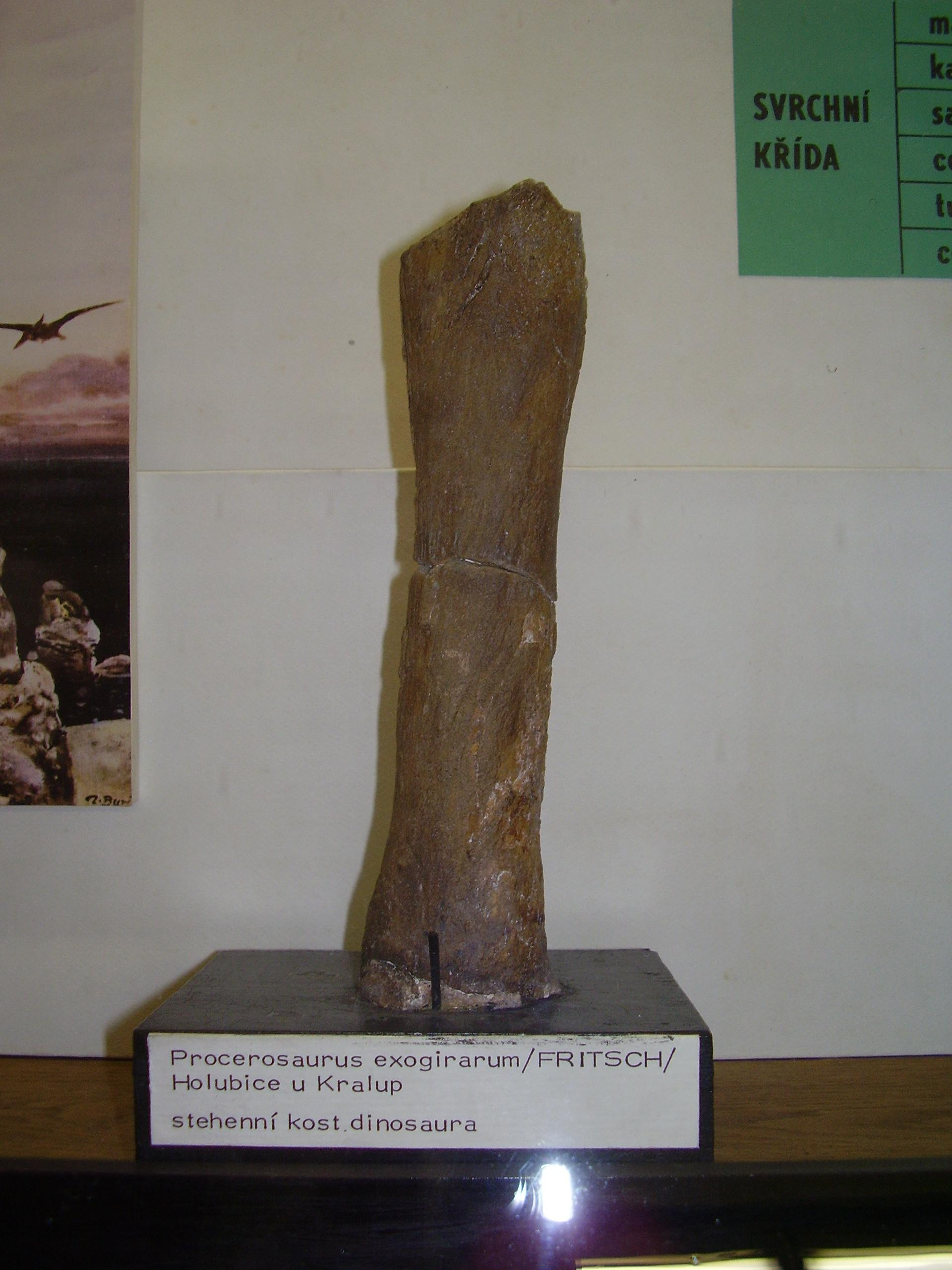
Skamielina gatunku Procerosaurus (Ponerosteus) exogirarum, opisana naukowo przez Friča w 1878 roku. Może być skamieliną dinozaura

## Odkrycia i badania
Odkrycie zwierząt oraz roślin czeskiego permo-karbońskiego ekosystemu zalicza się do jego najdonioślejszych osiągnięć. Opisał jedynego dotąd znanego czeskiego pterozaura (gatunek Cretornis hlavaci), a także skamieniałości innych dinozaurów – Procerosaurus (Ponerosteus) exogyrarum i Albisaurus scutifer, które długo były uważane za szczątki innych zwierząt. Dopiero w czerwcu 2011 roku pracownicy Muzeum Narodowego ogłosili, że badanie pod mikroskopem struktury skamieniałości potwierdziło, że naprawdę może chodzić o kości dinozaurów. Frič opisał też gatunek Cimoliasaurus teplicensis – czeskiego długoszyjnego plezjozaura z rodziny Elasmosauridae.
Frič był również ekspertem w dziedzinie ichtiologii i wprowadził w rzekach czeskich podział według dominujących w nich zjawisk. Utrzymywał także niezwykły, jak na ten okres, kontakt z brytyjskimi naukowcami, np. Harrym Govierem Seeleyem. Frič należy do najważniejszych czeskich naukowców XIX wieku.

## Publikacje
Dzieło Friča „Mała geologia” stało się jednym z podstawowych materiałów zarówno dla studentów geologii, jak i amatorów. Od 1854 aż do 1871 roku wydawał dzieło „Europejskie ptactwo”, w którym opisał 451 gatunków ptaków, a które do dzisiaj jest cytowane. Był także autorem badań „Skorupiaki ziem czeskich”, „Łosoś szlachetny: studium biologiczne i anatomiczne”, „Czeskie ryby”, „Czeskie ryby i ich pasożyty”, „Sztuczne rozmnażanie ryb w Czechach” oraz map wędkarskich „Fischereikarte des Königsreichs Böhmens”.

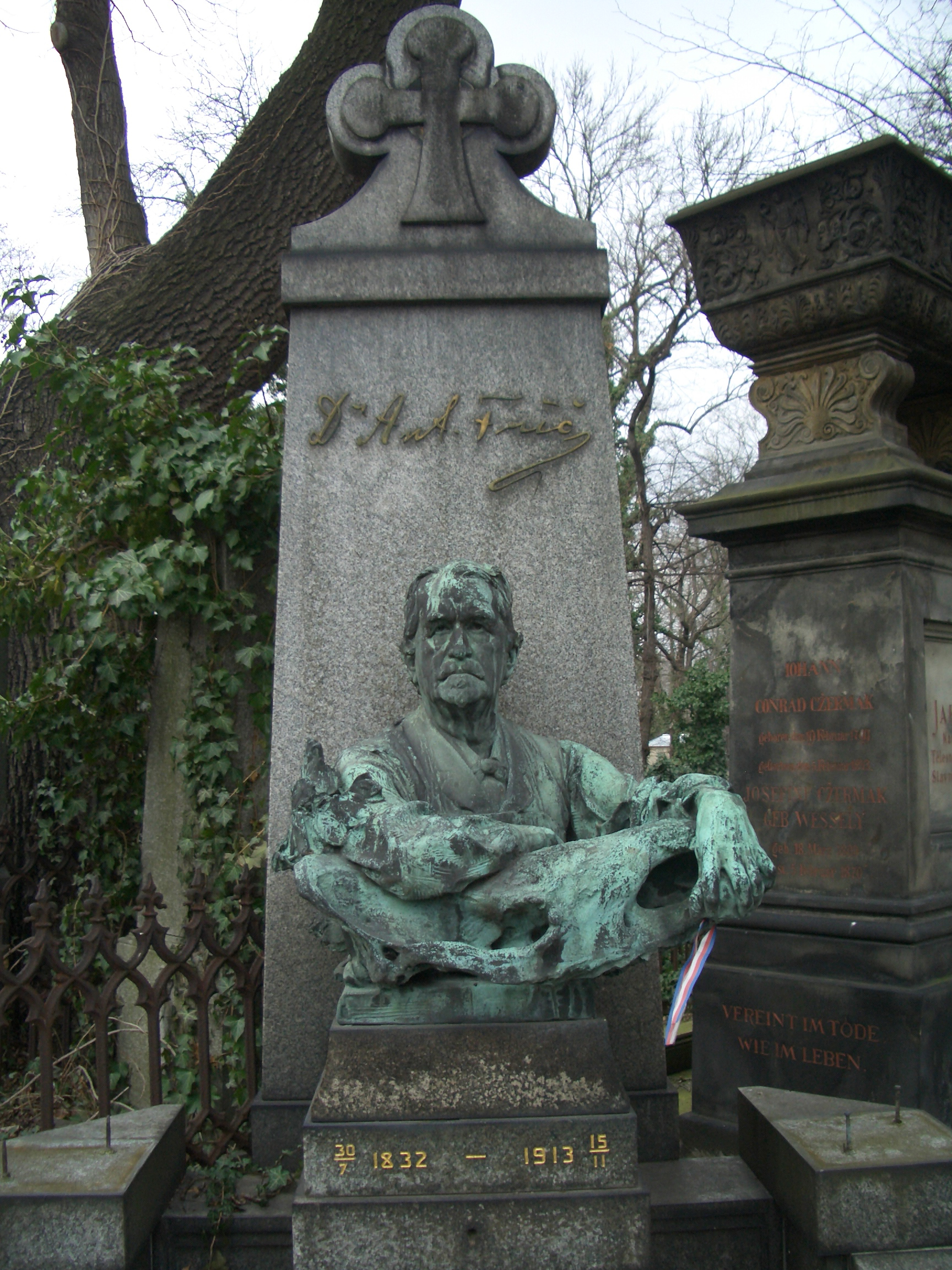
Nagrobek z popiersiem Friča na Cmentarzu Olszańskim w Pradze
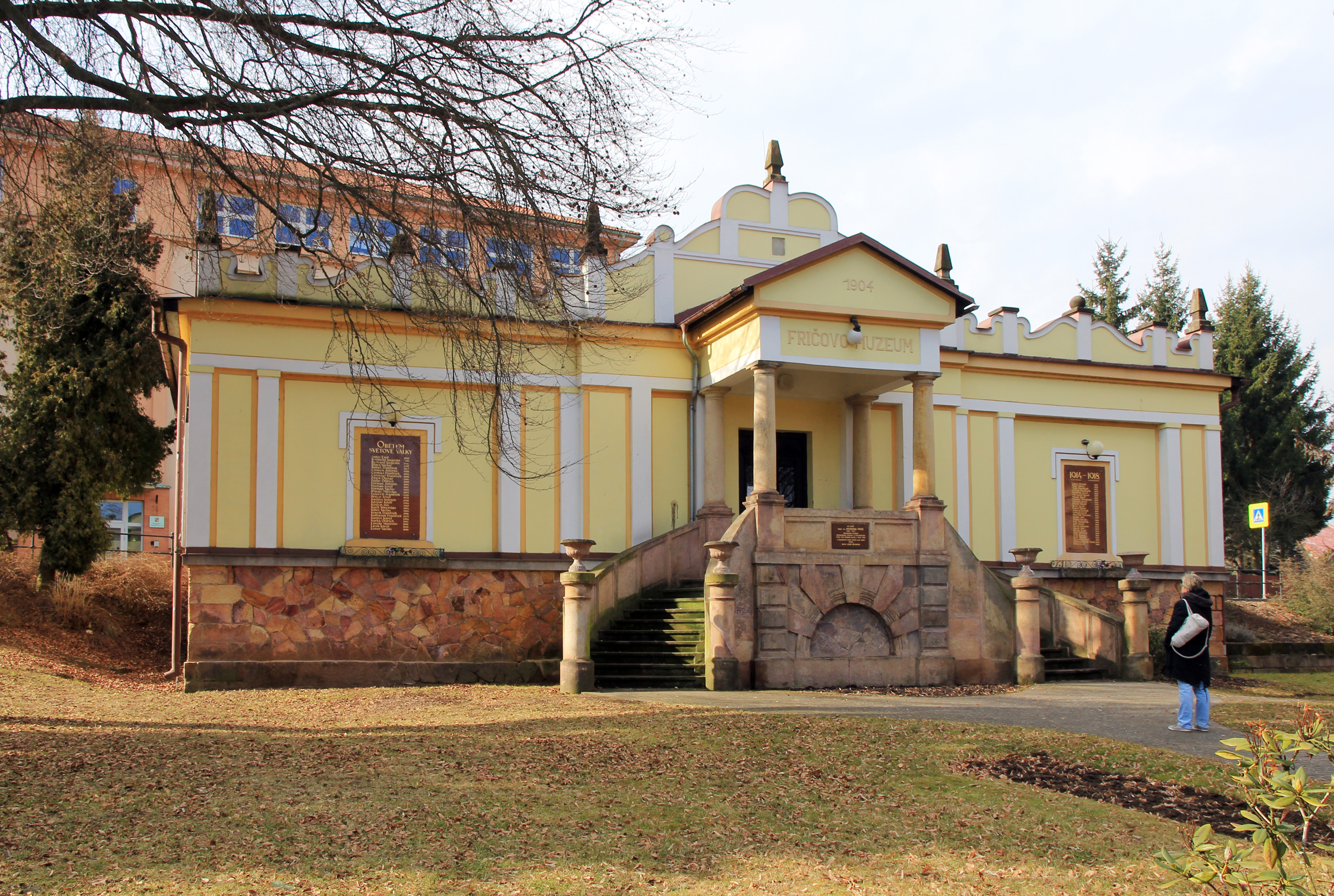
Muzeum Friča w Lazně Bělohrad
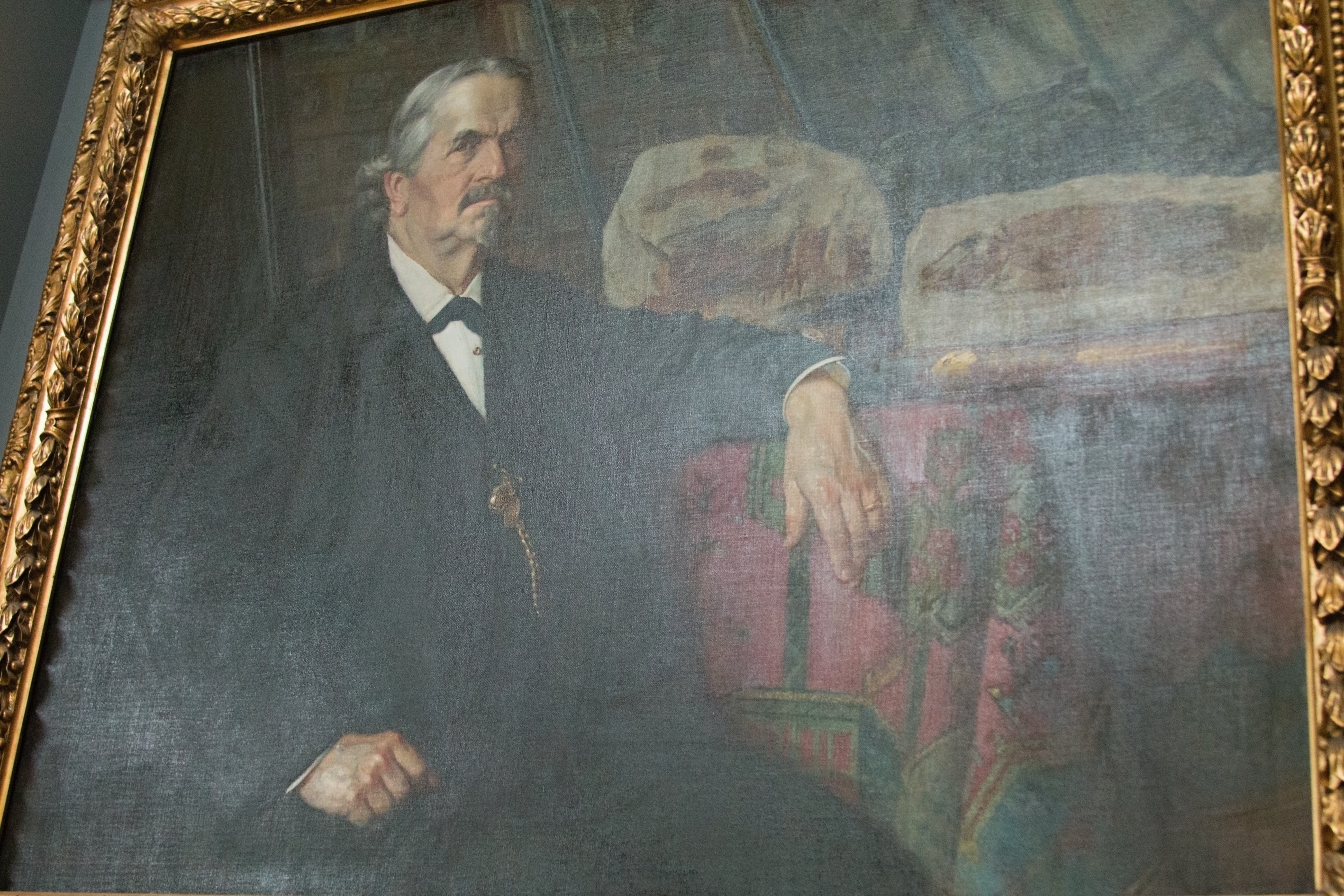
Portret Antonína Friča namalowany przez Augustina Vlčka, 1902.